# Pouançay

Pouançay este o comună în departamentul Vienne, Franța. În 2009 avea o populație de 236 de locuitori.